# 足利弥生
足利 弥生（あしかが やよい、1970年 - ）は、日本の実業家。日本や海外のVISA(査証）取得に関するプロフェッショナル・コンサルタント。特に豪州、NZ、米国の取扱いを得意とする。2009年から、AOMビザコンサルティング社の代表コンサルタント。イミグレーション・ロー・実務研究会の顧問も務める。

## 人物・経歴
- 東京都出身。1993年、国立音楽大学音楽学部器楽学科（ピアノ専攻）卒業。
- ニュージーランドにて海外生活を経験後、1997年から2006年まで、在日・オーストラリア大使館内務省（Department of Home Affairs）にてビザ審査上級担当官として勤務し、日本で受理するビザ（査証）全般（観光・学生・就労・一時居住・永住ビザ）を取扱うなど実務経験が豊富。
- 2006年には慶応義塾大学法学部政治学科を卒業。その後、外資系大手証券会社へ転職し、人事部にてグローバルモビリティ実務および証券投資におけるネットワーク構築に尽力した。
- その頃、オーストラリア移民法に特化したビザコンサルティング事業がほぼ存在しなかったこともあって、2009年に独立し、AOMビザコンサルティング社にて査証申請代行業務その他を本格的に稼働し、代表取締役となる。これまで、豪州、NZ、米国への査証全般の取得支援など多数の実績がある。
- 海外へ進出する法人企業への就労ビザサービス、そして個人富裕層向けの投資家ビザサービスを得意とする。特に、日本において未だマーケットが確立していない投資家ビザ業界（Investment Migration） においてグローバルネットワークを幅広く持ち、Invest Migration Council (本部：スイス、略称IMC)の唯一の日本人メンバーであり[3]、Invest In the USA (本部：アメリカ、略称IIUSA)の数少ない日本人メンバーの一人でもある。
- また、2020年よりイタリアのイミグレーション業界で著名なマッツェスキ法律事務所の専門アドバイザーとして東京事務所にて兼務[4]。
- ビザコンサルティング専門家として、東京商工会議所の中小企業海外展開エキスパート企業として登録されている[5]とともに、在日オーストラリア・ニュージーランド商工会議所メンバーでもある。2020年より（一財）日米不動産協力機構（代表理事：中川雅之日大教授）に加盟する国際不動産カレッジの教員としてアメリカ投資ビザについて講義している[6][7]。
- 一方で、2018年から、ひとり親家庭支援のために「一般財団法人SAWAチャイルド基金」創設に協力し理事として活動中[8]。

## 論文など
- 「アメリカEB-5ビザ の日本マーケットについて（英語）」、2019年10月、IIUSA Regional Center Business Journal[9]
- 就労ビザガイドブック（2014～）JETROシドニー事務所より作成受託[10]
- セミナー解説「コロナ禍におけるオーストラリアビザ申請の注意点について」（2020年6月、主催：JETROシドニー事務所）[11]
- 「ワーキングホリデーについて」、2018年5月号ISSN 0914-7942、「国際人流」、公益財団法人入管協会